# 井上将憲
井上 将憲（いのうえ まさのり、1972年5月1日 -　）は、日本の男子ボブスレー選手、陸上競技選手。千葉県八千代市出身。
東海大学付属浦安高等学校から順天堂大学へと入学。大学時代には日本学生陸上競技対校選手権大会の110mハードルで優勝している。大学卒業後はミズノトラッククラブへと所属し、ユニバーシアード福岡大会代表や日本選手権での2位を経験した。
1997年、母校である東海大学付属浦安高校に非常勤講師として採用され、同年には日本選手権での110mハードルにおいて初優勝した。また同年の6月からボブスレー競技を開始し、わずか8カ月の練習で1998年長野オリンピックボブスレー2人乗り代表に選ばれた。
翌年に非常勤講師退職し、立教大学の講師を経て1999年に東雪工業に就職した。ハードル競技とボブスレーは並行して続けており、ハードルでは2001年の全日本実業団陸上で優勝、ボブスレーでは2002年ソルトレークシティオリンピックボブスレー2人乗り、4人乗り代表やボブスレーワールドカップの代表に選ばれている。
現在は、NPO法人クレンサスポーツアカデミーのCSAテクニカルスタッフ。